# Havel
Pour les articles homonymes, voir Havel (homonymie).
 (octobre 2024).
La Havel [ˈhaːfl̩]  est une rivière du nord de l'Allemagne et un affluent du fleuve l'Elbe. 
La longueur de son cours d’eau est de 325 km et la surface de bassin versant 24 096 km2.
En Allemagne, la Havel arrose la partie ouest de Berlin, notamment le quartier de Spandau. La rivière est bordée de nombreux lacs.

## Géographie
Elle prend sa source dans le Land de Mecklembourg-Poméranie-Occidentale, arrose le Brandebourg, la capitale allemande Berlin et la Saxe-Anhalt avant de se déverser en rive droite dans l’Elbe sur la limite entre le Brandenbourg et la Saxe-Anhalt. 
Elle s'écoule d'abord vers le sud, en alimentant au passage un grand nombre de lacs, puis bifurque vers l'ouest et enfin vers le nord-ouest. Sur son cours, sa dénivellation n'est que de 40,6 m. 94 km seulement séparent la source de la confluence.

## Affluents
Le plus important affluent de la Havel est la Sprée, qui la dépasse par la longueur de son cours propre (380 km), et apporte un débit plus de deux fois supérieur à la confluence (38 m3/s à comparer à 15 m3/s).

## Hydrologie
Avec un débit moyen de 108 m3/s, elle présente, derrière la Moldau (150 m3/s) et la Saale (115 m3/s), le troisième plus fort débit de tous les affluents de l’Elbe. 
Des 325 km de son cours, 285 km se trouvent dans le Brandebourg, et sont navigables. La quasi-totalité de la rivière est canalisée par des barrages et des écluses. Malgré ces aménagements fluviaux, la Havel offre, de par les nombreux lacs qu'elle traverse, une grande capacité de rétention, et maintient ainsi aisément son niveau normal même lors d'étiages sévères. 
Les inondations catastrophiques sont rares et concernent principalement le cours inférieur où les submersions sont aussi le fait des apports de l'Elbe. 

## Aménagements et écologie
Une voie d'eau navigable fut réalisée dans les années 1950, le canal Havel, qui permet de contourner l'agglomération berlinoise et d'éviter les nombreux lacs et la sinuosité de la rivière Havel.
Quelques canaux de dérivation viennent raccourcir l'itinéraire de navigation.